# Černošice-Mokropsy (železniční zastávka)
Černošice-Mokropsy jsou železniční zastávka, která se nachází ve městě Černošice v okresu Praha-západ ve Středočeském kraji. Zastávka leží na dvoukolejné elektrizované celostátní dráze Praha–Plzeň, která je součástí 3. tranzitního železničního koridoru.

## Přeprava
Na zastávce zastavují vlaky osobní přepravy kategorie osobní vlak (Os) na lince S7 v systému integrovaného dopravního systému PID. Tyto vlaky provozuje dopravce České dráhy. Vlaky vyšší kvality a vyšší kategorie ve stanici nezastavují, pouze projíždějí.
Na zastávce se nachází čekárna, označovač jízdenek a nádražní knihovna.

## Galerie

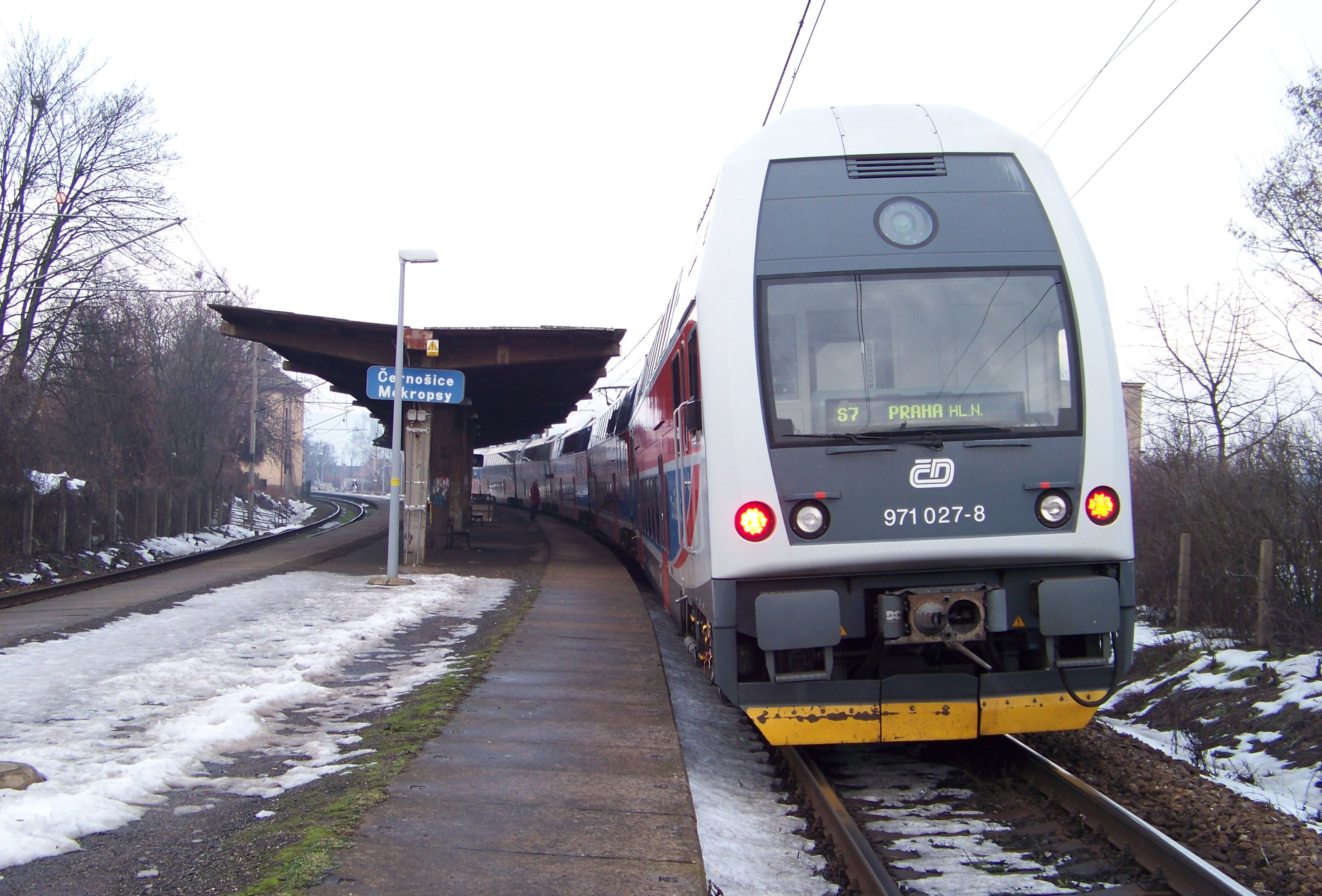
Jednotka CityElefant v zastávce
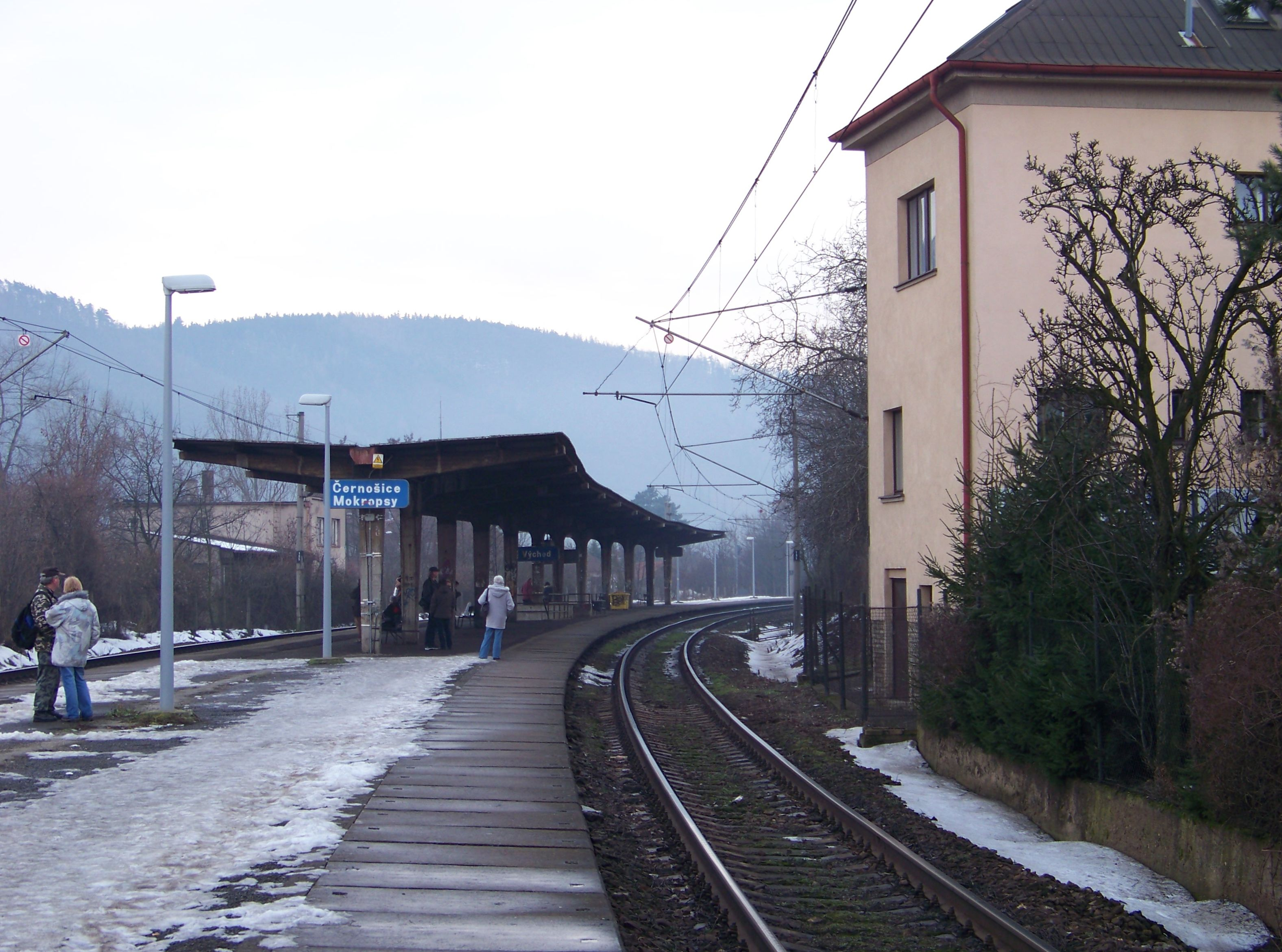
Pohled na zastávku
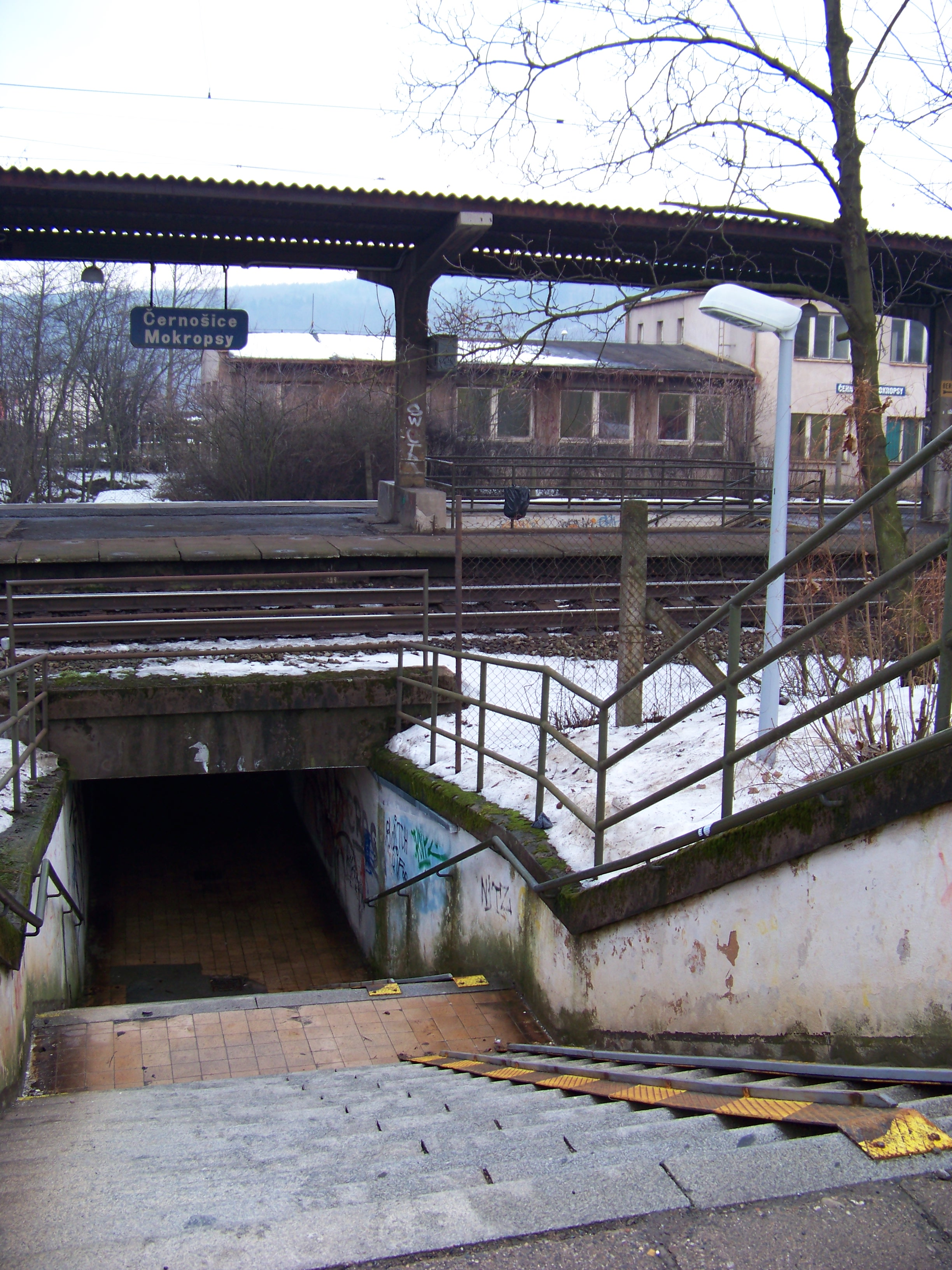
Příchod z ulice Dr. Janského
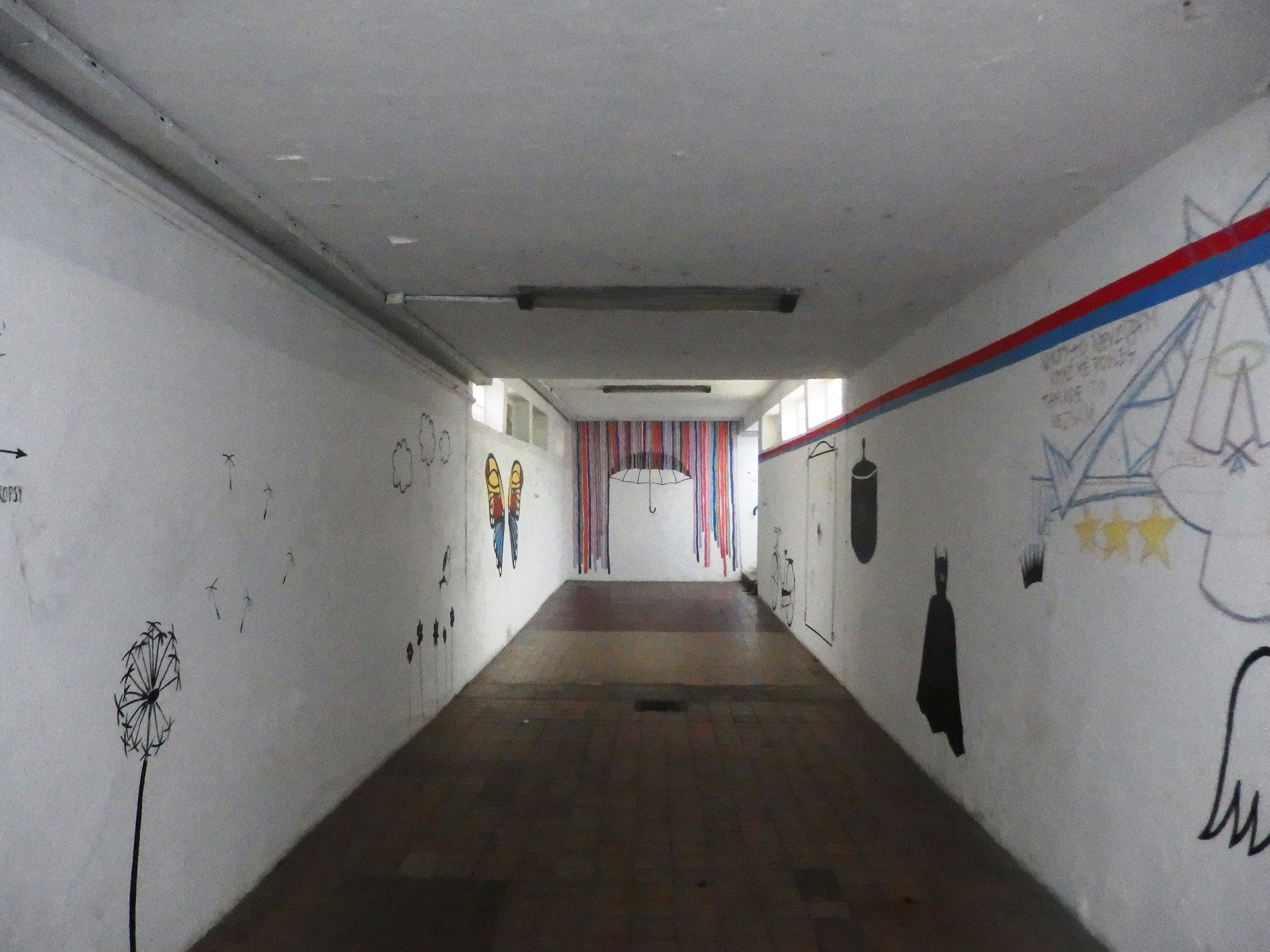
Podchod
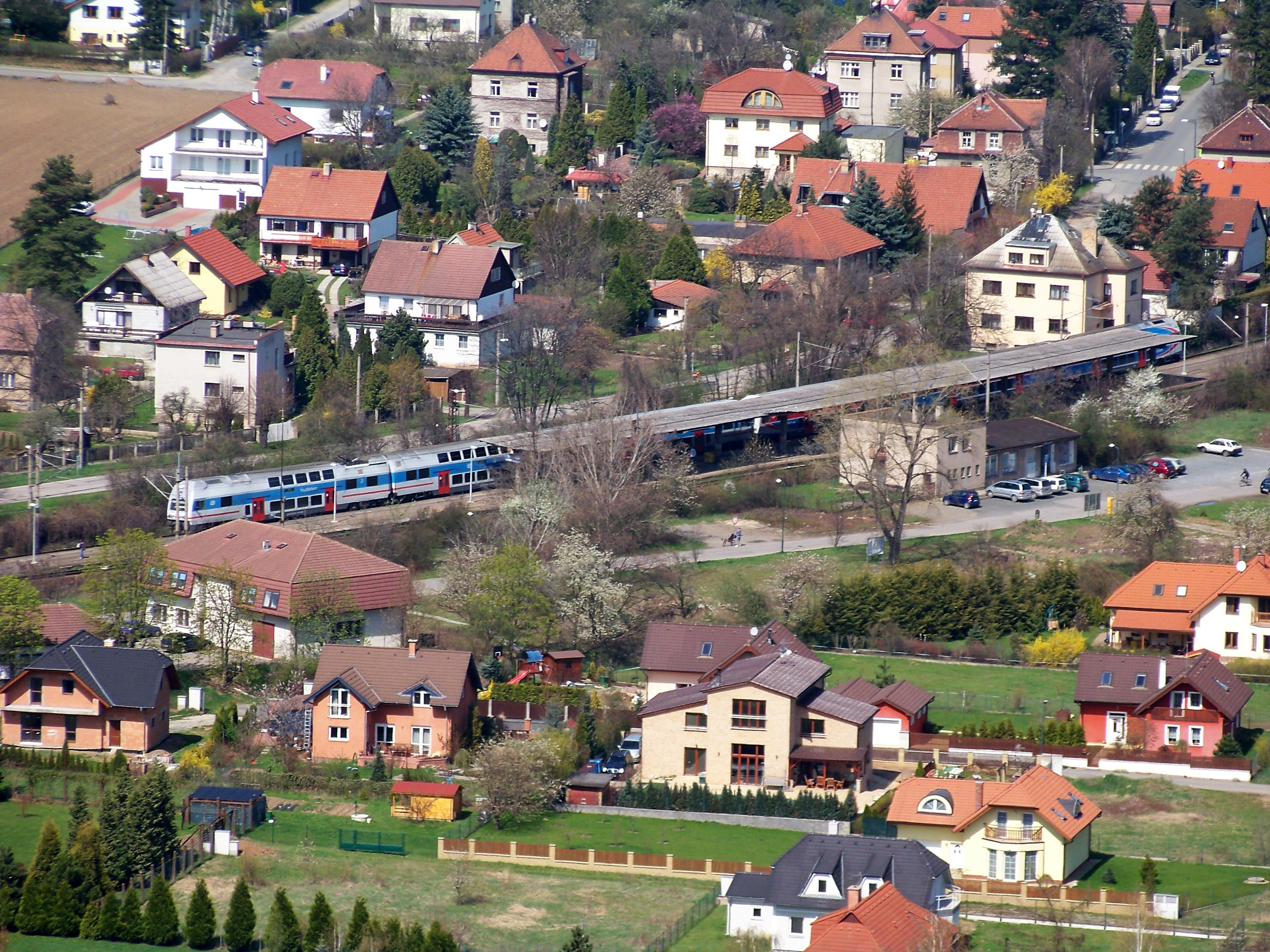
Pohled na zastávku z Hladké skály